# Piotr Bażowski
Piotr Teodor Bażowski (ur. 28 listopada 1947 w Zabrzu, zm. 8 lipca 2020) – polski neurochirurg, prof. dr hab.

## Życiorys
W 1971 ukończył studia medyczne w Śląskiej Akademii Medycznej w Katowicach. Obronił pracę doktorską, w 1991 habilitował się na podstawie pracy zatytułowanej Bezpośrednie i odległe wyniki wczesnych operacji pękniętych tętniaków mózgu, 31 października 2000 nadano mu tytuł profesora w zakresie nauk medycznych.
Był zatrudniony na stanowisku profesora nadzwyczajnego i kierownika w Katedrze i Klinice Neurochirurgii na Wydziale Nauk Medycznych w Katowicach Śląskiego Uniwersytetu Medycznego w Katowicach.
Zmarł 8 lipca 2020.

## Odznaczenia
- Medal Komisji Edukacji Narodowej[2]
- Złoty Krzyż Zasługi[2]
- Złota Odznaka Honorowa za Zasługi dla Województwa Śląskiego[2]
- Odznaka honorowa „Za zasługi dla ochrony zdrowia”[2]